# Virgin Galactic
Die Virgin Galactic Holdings, Inc. ist eine börsennotierte US-amerikanische Fluggesellschaft. Sie wurde 2004 mit dem Ziel gegründet, suborbitale Raumflüge für Weltraumtouristen anzubieten; des Weiteren sollten orbitale Weltraumflüge und wissenschaftliche Missionen durchgeführt werden. Das Ziel von Flügen in den Weltraum (oberhalb von 100 km Höhe) wurde jedoch aufgegeben. Im Juni 2023 fand ein erster kommerzieller Flug statt.

## Geschichte
Im September 2004 wurde Virgin Galactic vom britischen Unternehmer Richard Branson und dem US-amerikanischen Ingenieur Burt Rutan mit dem Ziel gegründet, suborbitale Raumflüge für Weltraumtouristen anzubieten.
Einen Monat später gewann Rutans Unternehmen Scaled Composites den mit 10 Mio. US-Dollar dotierten Ansari X-Prize. Dieser war im Jahre 1996 mit dem Ziel ausgeschrieben worden, drei Personen zweimal in über 100 km Höhe (Kármán-Linie) zu transportieren. Scaled Composites erreichte dieses Ziel im Rahmen des TierOne-Programms: Es besteht aus dem Trägerflugzeug White Knight und dem Raketenflugzeug SpaceShipOne.
Die vorhandene Technologie wurde weiterentwickelt und wird durch Virgin Galactic kommerziell vermarktet. Es sollten nach den ursprünglichen Planungen auch orbitale Weltraumflüge und wissenschaftliche Missionen durchgeführt werden.
Für die Entwicklung und Produktion der WhiteKnightTwo und SpaceShipTwo genannten Fahrzeuge wurde im Juli 2005 das Unternehmen The Spaceship Company (TSC) als Joint-Venture der Virgin Group und Scaled Composites gegründet.
Der Erstkunde Virgin Galactic orderte fünf SpaceShipTwos und zwei Trägersysteme.
Hergestellt wurden die Prototypen der beiden Fahrzeuge allerdings noch von Scaled Composites.
Seit 2012 ist The Spaceship Company eine 100 % Tochtergesellschaft von Virgin Galactic.
Das Hauptquartier und Kontrollzentrum von Virgin Galactic wurde noch im selben Jahr in der Stadt Las Cruces in New Mexico eingerichtet. Außerdem schloss das Unternehmen im Dezember 2005 ein Abkommen mit dem US-Bundesstaat New Mexico zum Bau eines Weltraumbahnhofs im Süden des Bundesstaates in Höhe von 200 Mio. US-Dollar. Eröffnet wurde der Spaceport America im Oktober 2011.
Das Design der neuen Flugzeuge für den kommerziellen Betrieb wurde im Januar 2008 erstmals der Öffentlichkeit präsentiert. Der Rollout des ersten White-Knight-Two-Trägerflugzeugs folgte im Juli 2008. Ein halbes Jahr später fand der Rollout des ersten SpaceShipTwos statt, das auf den Namen VSS Enterprise (VSS – Virgin SpaceShip) getauft wurde.

### Hintergrundinformationen
Die Ticketpreise für Weltraumtouristen waren 2010 in Höhe von 200.000 US-Dollar mit einer Anzahlung von 20.000 US-Dollar geplant. Das Flugzeug ist für sechs Passagiere mit zwei Piloten (SpaceShipTwo und White Knight Two) ausgelegt. Aufgrund diverser Einbauten von Testequipment hatte sich die mögliche Passagierzahl beim ersten einsatzfähigen Gleiter VSS Unity von sechs auf vier Personen reduziert.
Das Trägerflugzeug White Knight Two transportiert das SpaceShipTwo auf eine Höhe von 16 km. Dort wird es abgekoppelt und beschleunigt mit seinem Raketenmotor, um in Richtung Kármán-Linie (100 km) vorzudringen. Zwischen Start des White Knights und Landung des Spaceships lagen beim ersten Flug mit 6 Personen zirka 36 Minuten. Die Schwerelosigkeit dauert ungefähr fünf Minuten und beginnt direkt nach dem Brennschluss der Rakete. Passagiere haben während dieser Zeit die Möglichkeit, sich von ihren Sitzen abzuschnallen.  Zusätzlich zu den suborbitalen Passagierflügen will Virgin Galactic das SpaceShipTwo für suborbital wissenschaftliche Missionen vermarkten.
Will Whitehorn, Präsident von Virgin Galactic, gab 2009 bekannt, die Firma besitze zwar keinen definierten Zeitplan für den Beginn der ersten kommerziellen Flüge, die ersten Flüge sollten jedoch in den nächsten zwei Jahren stattfinden. Im September 2011 hoffte Richard Branson, der erste Flug könne innerhalb 12 Monaten stattfinden. Im August 2013 wurde „das nächste Jahr“ als Datum für den ersten kommerziellen Flug angegeben.
Im Oktober 2013 wurden die Flüge wegen erheblicher Probleme mit dem Antrieb des Raumfahrzeugs auf unbestimmte Zeit verschoben.
Für die suborbitalen Flüge wurde der Spaceport America in New Mexico genannt.

### Rückschläge 2007 und 2014
Im Jahr 2007 wurden drei Scaled Composites-Mitarbeiter – Todd Ivens, Eric Blackwell und Charles May – getötet, als ein Distickstoffmonoxid-Tank bei einem SpaceShipTwo-Triebwerkstest explodierte. Sie beobachteten den Test hinter einem einfachen Zaun, der keinen Schutz vor umherfliegenden Splittern nach der Explosion bot. Drei weitere Mitarbeiter wurden bei dem Test in Mojave, Kalifornien verletzt. Der genaue Grund für den Unfall wurde nie veröffentlicht, allerdings wurde das Unternehmen wegen Verstößen gegen Sicherheitsvorschriften zu einer Geldstrafe verurteilt.
Am 31. Oktober 2014 stürzte der SpaceShipTwo-Prototyp VSS Enterprise bei einem Testflug ab. Der Pilot Peter Siebold konnte sich schwerverletzt per Fallschirm retten, Co-Pilot Mike Alsbury kam ums Leben. Grund für den Absturz war das Luftbremssystem („Feather“) des SpaceShipTwo, welches zu früh im Transsonischen Bereich entriegelt wurde. Infolgedessen brach das Flugzeug in der Luft auseinander.

### Flüge seit 2021
Am 22. Mai 2021 flog Unity erstmals einen kompletten Testflug vom Spaceport America und erreichte gut 88 Kilometer Höhe. Im selben Jahr waren noch drei weitere Testflüge geplant.
Im Juni 2021 erhielt das Unternehmen die erweiterte Betriebslizenz zum Transport von „Teilnehmern“ (Passagieren). Virgin Galactic gab daraufhin den 11. Juli als nächsten möglichen Starttermin der VSS Unity bekannt.
Bis zu diesem Zeitpunkt waren nur Piloten und im Februar 2019 ein Techniker an den Rand des Weltraums geflogen: Nun waren fünf Virgin-Galactic-Angestellte an Bord und zwar Dave Mackay (Pilot), Michael Masucci (Kopilot), Sirisha Bandla (Management und Behördenkontakte), der Betriebsingenieur Colin Bennett, Astronautenausbilderin Beth Moses und dazu der Gründer von Virgin Galactic Richard Branson. Die „VSS Unity“ stieg nach dem Start im US-Staat New Mexico auf eine Höhe von über 80 Kilometern. Nach wenigen Minuten setzte das Raumschiff zum Wiedereintritt in die Erdatmosphäre an und landete dann wieder auf dem kommerziellen Weltraumbahnhof Spaceport America.
Im August 2021 kündigte das Unternehmen an, künftig Weltraumflüge ab 450.000 US-Dollar pro Sitz anzubieten.
Aufgrund von Abweichungen von der geplanten Flugbahn beim Testflug Mitte Juli 2021 ermittelte die Federal Aviation Administration. Nach Angaben des Unternehmens trugen Höhenwinde dazu bei. Bis zur Aufhebung des Startverbots nach Abschluss der Untersuchung Ende September 2021 durfte Virgin Galactic keine Passagierflüge durchführen.
Am 29. Juni 2023 kam es zum ersten kommerziellen Flug mit dem Raumflugzeug „VSS Unity“ mit seinem Mutterflugzeug „VMS Eve“, das von seinem Weltraumbahnhof im US-Bundesstaat New Mexico gestartet war. Nach international gebräuchlicher Definition ist die VSS Unity kein Raumfahrzeug und der Startplatz der VMS Eve kein Weltraumbahnhof.

## Börsennotierung
Im Oktober 2019 fusionierte die bisherige Virgin Galactic mit einer beigemessenen Bewertung von einer Milliarde USD mit Social Capital Hedosophia, einer sog. SPAC, die danach den Namen Virgin Galactic annahm; Virgin Galactic erlangte so ihre Börsennotierung am NYSE (Börse von New York).
Ende 2020 hielt die Virgin Group ca. 26,3 % des Kapitals der Virgin Galactic; darüber hinaus bestehen Lizenzverträge, die die Nutzung der Marke Virgin bis ins Jahr 2044 regeln und der Virgin Group gewisse Mitspracherechte einräumen.

## Die Fluggeräteflotte

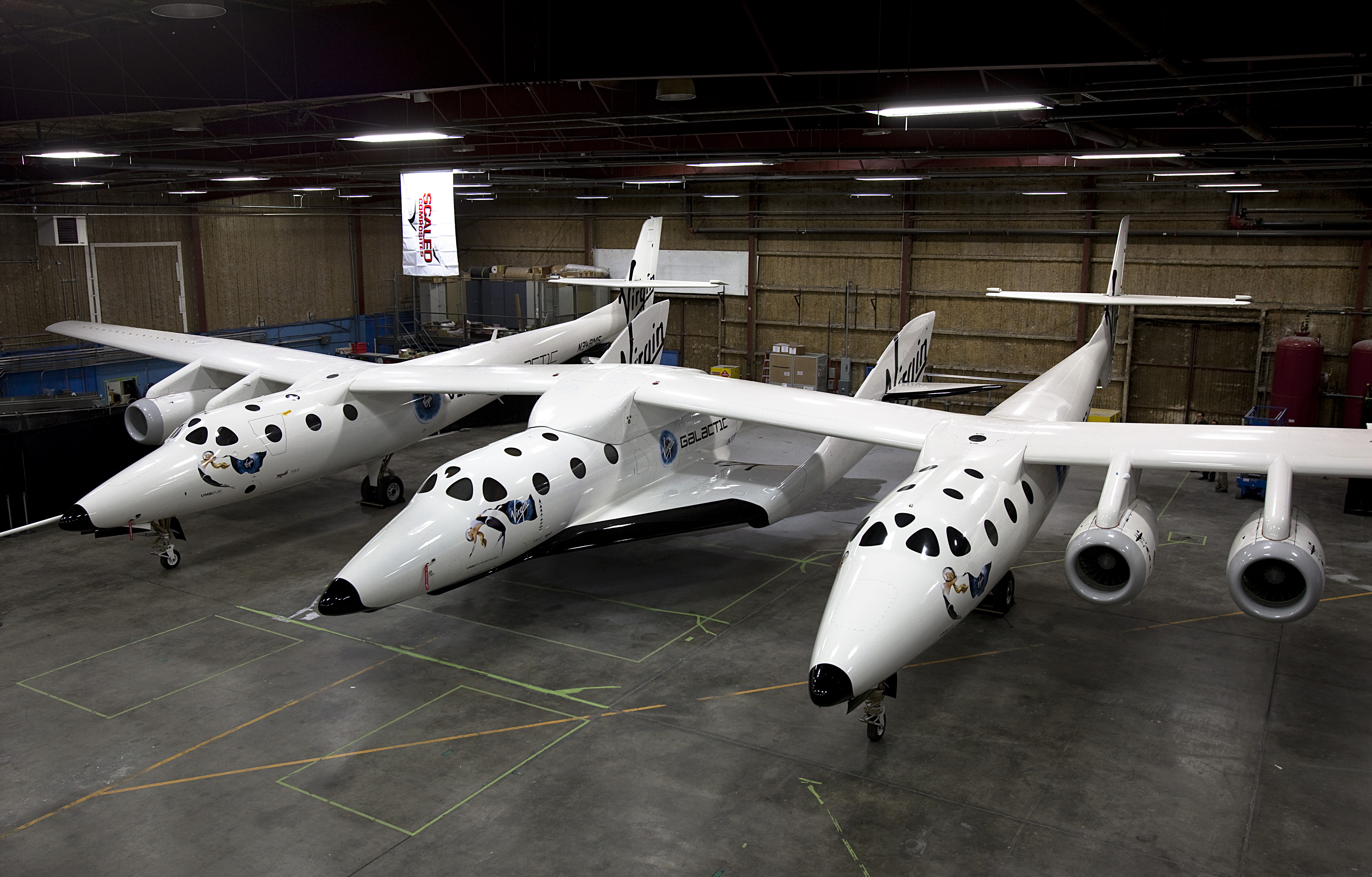
SpaceShipTwo und White Knight Two

Mit der Gründung der Spaceship Company wurde die Größe der geplanten Schiffsflotte bekannt gegeben. Zum Transport der Weltraumtouristen ins All sollte die Firma TSC zum Bau von ursprünglich fünf Flugzeugen und zwei Trägern beauftragt werden.
- White Knight Two – Trägerflugzeug: Virgin MotherShips: VMS Eve und VMS Spirit of Steve Fossett,[38][39][40] das Zweitere wurde bislang nicht gebaut

- SpaceShipTwo – suborbitales Flugzeug: Virgin SpaceShips
  - VSS Enterprise Die VSS Enterprise stürzte im Oktober 2014 während eines Testflugs ab, wobei einer der beiden Piloten ums Leben kam.[22]
  - VSS Unity
- SpaceShip III – suborbitales Flugzeug: VSS Imagine

Bis 2017 war auch die LauncherOne-Trägerrakete Teil der Flotte; dabei handelt es sich um eine kleine Trägerrakete, mit der unbemannte Nutzlasten in den Weltraum transportiert werden können. Sie werden mit einem Trägerflugzeug auf eine gewisse Höhe gebracht und dann von dort gestartet. Firmenchef Richard Branson stellte das System im Juli 2012 auf der 2012 Farnborough International Air Show vor.
Als Trägerflugzeug kommt eine B747-400 zum Einsatz, die zuvor für Virgin Atlantic flog.
2017 – Jahre vor dem ersten Start einer LauncherOne – wurde die Trägerraketensparte von Virgin Galactic in eine neugegründete Schwestergesellschaft, Virgin Orbit, ausgegliedert, die im April 2023 Konkurs anmeldete.